# القلعة البيضاء (كعيدنة)

تعديل مصدري - تعديل

القلعة البيضاء هي إحدى قرى عزلة الغربي بمديرية كعيدنة التابعة لمحافظة حجة، بلغ تعداد سكانها 259 نسمة حسب تعداد اليمن لعام 2004.